# حنا فاخوری
حنا فاخوری (۱۹۱۴ - ۴ اکتبر ۲۰۱۱) کشیش ملکیتی لبنانی ، عضو مبلغین جامعه سنت پل، فیلسوف و زبان شناس بود. وی در زاهله ، لبنان متولد شد ، جایی که خانواده اش از روستای مجدالون در نزدیکی بعلبک به آنجا نقل مکان کردند. در سال 1927 وی به "Séminaire Sainte-Anne de Jérusalem" (حوزه علمیه سنت آن بیت المقدس ) پیوست و در آنجا تحصیلات مقدماتی خود را در سال 1936 به پایان رساند.  وی در سال 1943 به مقام روحانیت منصوب شد.
وی بیشتر برای کتابِ تاریخ ادبیات زبان عربی معروف است که اولین بار در سال ۱۹۵۱ منتشر شد ، سپس توسط نویسنده چندین بار تجدید نظر و ویرایش شد. این کتاب بسیار مورد استقبال قرار گرفت به طوری که به چندین زبان از جمله روسی و فارسی ترجمه شد .پروفسور فاخوری بیش از 140 کتاب در زمینه ادبیات عرب ، دستور زبان ، شعر ، فرهنگ لغت و غیره نوشت. 